# Formula di Jensen
In analisi complessa, la formula di Jensen mette in relazione il valore medio del logaritmo di una funzione analitica su una circonferenza con gli zeri all'interno del cerchio. La formula, il cui nome deriva dal matematico danese Johan Jensen, rappresenta un importante risultato nello studio delle funzioni intere. In particolare, è il punto di partenza della teoria di Nevanlinna.

## Enunciato
Sia {\displaystyle f} una funzione analitica in una regione del piano complesso che contiene il cerchio chiuso {\displaystyle \mathbf {D} } di raggio {\displaystyle r} intorno all'origine. Siano inoltre {\displaystyle a_{1},a_{2},\ldots ,a_{n}} gli zeri di {\displaystyle f} all'interno di {\displaystyle \mathbf {D} } ripetuti secondo la loro molteplicità, e {\displaystyle f(0)\neq 0}. La formula di Jensen afferma che
{\displaystyle \log |f(0)|=\sum _{k=1}^{n}\log \left({\frac {|a_{k}|}{r}}\right)+{\frac {1}{2\pi }}\int _{0}^{2\pi }\log |f(re^{i\theta })|\,d\theta .}
La formula stabilisce una connessione tra gli zeri della funzione {\displaystyle f} all'interno del disco {\displaystyle \mathbf {D} } e la media di {\displaystyle \log |f(z)|} lungo il contorno {\displaystyle |z|=r}, e può essere vista come una generalizzazione della proprietà del valor medio delle funzioni armoniche. Infatti, se {\displaystyle f} non ha zeri in {\displaystyle \mathbf {D} }, allora la formula di Jensen si riduce a
{\displaystyle \log |f(0)|={\frac {1}{2\pi }}\int _{0}^{2\pi }\log |f(re^{i\theta })|\,d\theta ,}
che è la proprietà del valor medio della funzione armonica {\displaystyle \log |f(z)|}.
Un enunciato equivalente che viene spesso usato è il seguente:
{\displaystyle {\frac {1}{2\pi }}\int _{0}^{2\pi }\log |f(re^{i\theta })|\;d\theta -\log |f(0)|=\int _{0}^{r}{\frac {n(t)}{t}}\;dt}
dove {\displaystyle n(t)} indica il numero di zeri di {\displaystyle f} nel disco di raggio {\displaystyle t} centrato nell'origine.
La formula si può generalizzare anche per funzione che sono solamente meromorfe in {\displaystyle \mathbf {D} }. Si assuma che
{\displaystyle f(z)=z^{l}{\frac {g(z)}{h(z)}},}
dove {\displaystyle g} e {\displaystyle h} sono funzioni analitiche in {\displaystyle \mathbf {D} } che si annullano in {\displaystyle a_{1},\ldots ,a_{n}\in \mathbf {D} \backslash \{0\}}
e
{\displaystyle b_{1},\ldots ,b_{m}\in \mathbf {D} \backslash \{0\}}
rispettivamente, allora la formula di Jensen per le funzioni meromorfe afferma che
{\displaystyle \log \left|{\frac {g(0)}{h(0)}}\right|=\log \left|r^{m-n}{\frac {a_{1}\ldots a_{n}}{b_{1}\ldots b_{m}}}\right|+{\frac {1}{2\pi }}\int _{0}^{2\pi }\log |f(re^{i\theta })|\,d\theta .}
La formula può essere usata per stimare il numero di zeri di una funzione analitica all'interno di un cerchio. Infatti, se {\displaystyle f} è una funzione analitica in un disco di raggio {\displaystyle R} centrato in {\displaystyle z_{0}} e se {\displaystyle |f|} è limitata da {\displaystyle M} nel contorno di quel disco, allora il numero di zeri di {\displaystyle f} in un cerchio di raggio {\displaystyle r<R} centrato nello stesso punto è al massimo
{\displaystyle {\frac {1}{\log(R/r)}}\log {\frac {M}{|f(z_{0})|}}.}

## Formula di Poisson–Jensen
La formula di Jensen è una semplice conseguenza della più generale formula di Poisson-Jensen, che a sua volta segue dalla prima applicando una trasformazione di Möbius a {\displaystyle z}. Fu introdotta dal matematico finlandese Rolf Nevanlinna. Se {\displaystyle f} è una funzione che è analitica nel disco unitario, con zeri {\displaystyle a_{1},a_{2},\ldots ,a_{n}} interni al cerchio, allora per ogni {\displaystyle z_{0}=r_{0}e^{i\varphi _{0}}} nel disco unitario, la formula di Poisson-Jensen afferma che
{\displaystyle \log |f(z_{0})|=\sum _{k=1}^{n}\log \left|{\frac {z_{0}-a_{k}}{1-{\bar {a}}_{k}z_{0}}}\right|+{\frac {1}{2\pi }}\int _{0}^{2\pi }P_{r_{0}}(\varphi _{0}-\theta )\log |f(e^{i\theta })|\,d\theta ,}
Dove
{\displaystyle P_{r}(\omega )=\sum _{n\in \mathbb {Z} }r^{|n|}e^{in\omega }}
è il nucleo di Poisson sul disco unitario.
Se la funzione {\displaystyle f} non ha zeri nel cerchio unitario, allora la formula di Poisson-Jensen si riduce a
{\displaystyle \log |f(z_{0})|={\frac {1}{2\pi }}\int _{0}^{2\pi }P_{r_{0}}(\varphi _{0}-\theta )\log |f(e^{i\theta })|\,d\theta ,}
che è la formula di Poisson per la funzione armonica {\displaystyle \log |f(z)|}.